# Maida Vale (London Underground)

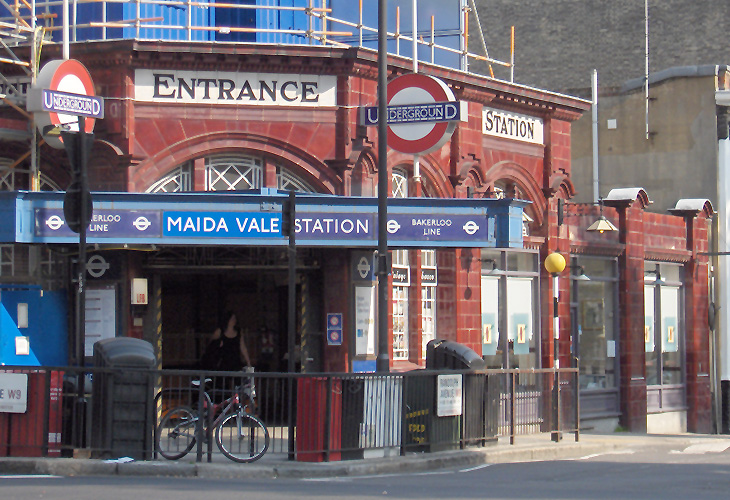
Eingang zur Station

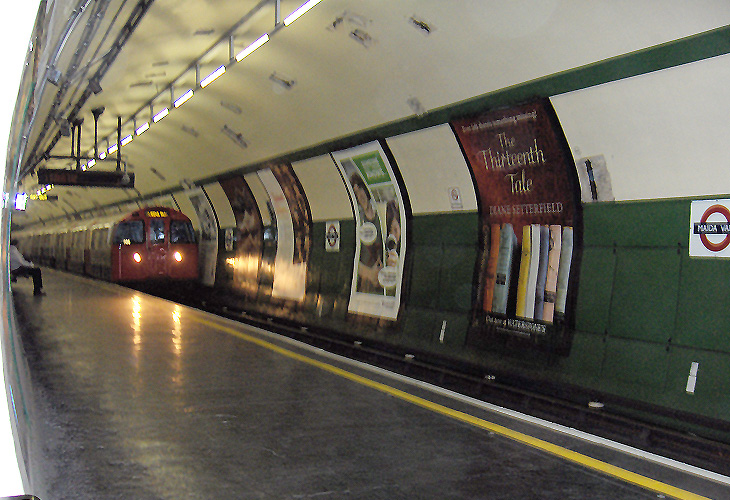
Einfahrender Zug

Maida Vale ist eine unterirdische Station der London Underground im Stadtbezirk City of Westminster. Sie liegt in der Travelcard-Tarifzone 2, an der Kreuzung von Elgin Avenue und Randolph Road. Der Name der Station leitet sich von dem Stadtteil Maida Vale ab. Die gleichnamige Straße (A5) liegt rund 50 Meter östlich der Station. Im Jahr 2014 nutzten 3,45 Millionen Fahrgäste die von der Bakerloo Line bediente Station.
Das vom Architekten Stanley Heaps entworfene und aus glasierten Terrakotta-Ziegeln bestehende Stationsgebäude ist vom Stil her ähnlich wie jene von Leslie Green, von dem die meisten Tunnelstationen der Bakerloo Line des frühen 20. Jahrhunderts stammen. Maida Vale gehört zu den ersten Londoner U-Bahn-Stationen, bei denen von Anfang an Rolltreppen anstatt Aufzüge vorgesehen waren. Die Station steht seit 1987 unter Denkmalschutz (Grade II).
Die Eröffnung der Station erfolgte am 6. Juni 1915, die Züge passierten allerdings bereits seit vier Monaten die noch unvollendete Station und verkehrten weiter nach Kilburn Park. Während der Planungsphase war noch der Stationsname Elgin Avenue vorgesehen. Im Jahr 2006 wurde die Station renoviert, wobei man vor allem Wert darauf legte, die künstlerisch wertvollen Mosaik-Rondellen in der Schalterhalle wieder herzurichten. Diese Mosaike sind unter anderem im Film Abwärts von Alfred Hitchcock zu sehen. Das Video zur Single Believe der Chemical Brothers zeigt einen einfahrenden Zug in der Station Maida Vale.